# Tiro nos Jogos Olímpicos de Verão de 1996
O tiro nos Jogos Olímpicos de Verão de 1996 foi realizado no Complexo Esportivo Wolf Creek em Atlanta, nos Estados Unidos. Quinze eventos foram disputados, dez para homens e cinco para mulheres. A fossa olímpica dublê masculino e feminino foi disputada pela primeira vez e a partir de 1996 não mais se realizou eventos abertos para ambos os sexos.

## Eventos do tiro
Masculino: Pistola de ar 10 m | Tiro rápido 25 m | Pistola livre 50 m | Carabina de ar | Carabina deitado 50 m | Carabina três posições | Fossa olímpica | Fossa olímpica dublê | Alvo móvel | Skeet

Feminino: Pistola de ar 10 m | Pistola esportiva | Carabina de ar | Carabina três posições | Fossa olímpica dublê

## Masculino

### Pistola de ar 10 m masculino
| Pos. | País           | Atletas          | Pontos |
| ---- | -------------- | ---------------- | ------ |
|      | Itália (ITA)   | Roberto di Donna | 684,2  |
|      | China (CHN)    | Wang Yifu        | 684,1  |
|      | Bulgária (BUL) | Tanyu Kiriakov   | 683,8  |

### Tiro rápido 25 m
| Pos. | País              | Atletas             | Pontos |
| ---- | ----------------- | ------------------- | ------ |
|      | Alemanha (GER)    | Ralf Schumann       | 698    |
|      | Bulgária (BUL)    | Emil Milev          | 692,1  |
|      | Cazaquistão (KAZ) | Vladimir Vokhmianin | 691,5  |

### Pistola livre 50 m
| Pos. | País               | Atletas          | Pontos |
| ---- | ------------------ | ---------------- | ------ |
|      | Rússia (RUS)       | Boris Kokorev    | 666,4  |
|      | Bielorrússia (BLR) | Igor Basinski    | 662    |
|      | Itália (ITA)       | Roberto di Donna | 661,8  |

### Carabina de ar masculino
| Pos. | País          | Atletas            | Pontos |
| ---- | ------------- | ------------------ | ------ |
|      | Rússia (RUS)  | Artem Khadjibekov  | 695,7  |
|      | Áustria (AUT) | Wolfram Waibel Jr. | 695,2  |
|      | França (FRA)  | Jean-Pierre Amat   | 693,1  |

### Carabina deitado 50 m
| Pos. | País              | Atletas         | Pontos |
| ---- | ----------------- | --------------- | ------ |
|      | Alemanha (GER)    | Christian Klees | 704,8  |
|      | Cazaquistão (KAZ) | Sergey Belyayev | 703,3  |
|      | Eslováquia (SVK)  | Jozef Gönci     | 701,9  |

### Carabina três posições masculino
| Pos. | País              | Atletas            | Pontos |
| ---- | ----------------- | ------------------ | ------ |
|      | França (FRA)      | Jean-Pierre Amat   | 1273,9 |
|      | Cazaquistão (KAZ) | Sergey Belyayev    | 1272,3 |
|      | Áustria (AUT)     | Wolfram Waibel Jr. | 1269,6 |

### Fossa olímpica
| Pos. | País                 | Atletas         | Pontos |
| ---- | -------------------- | --------------- | ------ |
|      | Austrália (AUS)      | Michael Diamond | 149    |
|      | Estados Unidos (USA) | Joshua Lakatos  | 147    |
|      | Estados Unidos (USA) | Lance Bade      | 147    |

### Fossa olímpica dublê masculino
| Pos. | País            | Atletas      | Pontos   |
| ---- | --------------- | ------------ | -------- |
|      | Austrália (AUS) | Russell Mark | 189      |
|      | Itália (ITA)    | Albano Pera  | 183 (44) |
|      | China (CHN)     | Zhang Bing   | 183 (43) |

### Alvo móvel
| Pos. | País                  | Atletas        | Pontos |
| ---- | --------------------- | -------------- | ------ |
|      | China (CHN)           | Yang Ling      | 685,8  |
|      | China (CHN)           | Xiao Jun       | 679,8  |
|      | República Checa (CZE) | Miroslav Januš | 678,4  |

### Skeet
| Pos. | País          | Atletas             | Pontos |
| ---- | ------------- | ------------------- | ------ |
|      | Itália (ITA)  | Ennio Falco         | 149    |
|      | Polônia (POL) | Mirosław Rzepkowski | 148    |
|      | Itália (ITA)  | Andrea Benelli      | 147    |

## Feminino

### Pistola de ar 10 m feminino
| Pos. | País           | Atletas           | Pontos |
| ---- | -------------- | ----------------- | ------ |
|      | Rússia (RUS)   | Olga Klochneva    | 490,1  |
|      | Rússia (RUS)   | Marina Logvinenko | 488,5  |
|      | Bulgária (BUL) | Maria Grozdeva    | 488,5  |

### Pistola esportiva
| Pos. | País           | Atletas           | Pontos |
| ---- | -------------- | ----------------- | ------ |
|      | China (CHN)    | Li Duihong        | 687,9  |
|      | Bulgária (BUL) | Diana Iorgova     | 684,8  |
|      | Rússia (RUS)   | Marina Logvinenko | 684,2  |

### Carabina de ar feminino
| Pos. | País             | Atletas           | Pontos |
| ---- | ---------------- | ----------------- | ------ |
|      | Polônia (POL)    | Renata Mauer      | 497,6  |
|      | Alemanha (GER)   | Petra Horneber    | 497,4  |
|      | Iugoslávia (YUG) | Aleksandra Ivošev | 497,2  |

### Carabina três posições feminino
| Pos. | País             | Atletas           | Pontos |
| ---- | ---------------- | ----------------- | ------ |
|      | Iugoslávia (YUG) | Aleksandra Ivošev | 686,1  |
|      | Rússia (RUS)     | Irina Gerasimenok | 680,1  |
|      | Polônia (POL)    | Renata Mauer      | 679,8  |

### Fossa olímpica dublê feminino
| Pos. | País                 | Atletas            | Pontos |
| ---- | -------------------- | ------------------ | ------ |
|      | Estados Unidos (USA) | Kim Rhode          | 141    |
|      | Alemanha (GER)       | Susanne Kiermayer  | 139    |
|      | Austrália (AUS)      | Deserie Huddleston | 139    |

## Quadro de medalhas do tiro
| Ordem | País                | Medalha de ouro | Medalha de prata | Medalha de bronze | Total |
| ----- | ------------------- | --------------- | ---------------- | ----------------- | ----- |
| 1     | RUS Rússia          | 3               | 2                | 1                 | 6     |
| 2     | CHN China           | 2               | 2                | 1                 | 5     |
| 3     | GER Alemanha        | 2               | 2                | 0                 | 4     |
| 4     | ITA Itália          | 2               | 1                | 2                 | 5     |
| 5     | AUS Austrália       | 2               | 0                | 1                 | 3     |
| 6     | USA Estados Unidos  | 1               | 1                | 1                 | 3     |
| 6     | POL Polônia         | 1               | 1                | 1                 | 3     |
| 8     | FRA França          | 1               | 0                | 1                 | 2     |
| 8     | YUG Iugoslávia      | 1               | 0                | 1                 | 2     |
| 10    | BUL Bulgária        | 0               | 2                | 2                 | 4     |
| 11    | KAZ Cazaquistão     | 0               | 2                | 1                 | 3     |
| 12    | AUT Áustria         | 0               | 1                | 1                 | 2     |
| 13    | BLR Bielorrússia    | 0               | 1                | 0                 | 1     |
| 14    | SVK Eslováquia      | 0               | 0                | 1                 | 1     |
| 14    | CZE República Checa | 0               | 0                | 1                 | 1     |